# Креэнберг
Креэнберг (нем. Krähenberg) — община в Германии, в земле Рейнланд-Пфальц. 
Входит в состав района Юго-западный Пфальц. Подчиняется управлению Вальхальбен.  Население составляет 147 человек (на 31 декабря 2010 года). Занимает площадь 4,40 км².